# Wygoda (Kalisz)
Pour les articles homonymes, voir Wygoda.
Wygoda est une localité polonaise de la gmina de Lisków, située dans le powiat de Kalisz en voïvodie de Grande-Pologne.